# Aqüeducte del Vallès
L'Aqüeducte del Vallès o aqüeducte de Ciutat Meridiana és una obra de Barcelona protegida com a Bé Cultural d'Interès Local. Avui dia en desús, l'aqüeducte està situat al barri barceloní de Ciutat Meridiana.

## Descripció
Aquest tram de l'aqüeducte del Baix Vallès travessa el torrent de Font Magués, o torrent del Bosc Llarg. És al costat del camp de futbol municipal i té als seus peus un aparcament. Consta de sis arcades de mig punt que aguanten el pas cobert on circulava l'aigua. Hi ha dues tipologies de pilars que aguanten les arcades que s'alternen: pilar ample amb una pilastra decorativa adossada i pilar molt estret que es fa una mica més ample cap a la base. Als dos extrems superiors de l'aqüeducte hi ha una petita construcció de planta quadrangular amb petites finestres semicirculars i rematada per una cornisa. El parament és de pedra irregular i amb alguns elements destacats amb maó.

## Història
Durant molts anys la ciutat de Barcelona s'havia abastit d'aigua mitjançant l'antic aqüeducte romà i, més tard, amb el Rec Comtal. Però amb l'arribada de la revolució industrial les necessitats d'aigua són majors i per això a finals del segle xix van sorgir un seguit d'iniciatives privades per portar aigua a la ciutat. Una d'elles es l'empresa "Aguas del Bajo Vallès" que va fer aquesta infrastructura amb una longitud de 18 quilometres i una capacitat de 1700 metres cúbics diaris. L'obra fou impulsada per Andreu Mari, empresari que tenia drets d'aigua a les rieres de Ripoll i Caldes i finançat pel banquer Manuel Girona i Agrafel.
L'any 1881 l'empresa es venuda a la "Compagnie des Eaux de Barcelone" que ja explotava l'aigua de Dosrius. Després va passar a mans de la Societat General d'Aigües de Barcelona que va explotar el canal fins a mitjans dels anys 50, moment en què la ciutat va superar els 1,5 milions d'habitants i es va iniciar la canalització del riu Ter.
El 2004 l'Ajuntament de Montcada i Reixac, el Districte de Nou Barris de Barcelona i el Consorci de Collserola van acordar elaborar un projecte per convertir l'aqüeducte en una passera per a vianants i ciclistes. El 2022 el projecte encara estava pendent d'elaboració.